# Тарнога (река)
Та́рнога — река в Вологодской области России.
Протекает в северо-западном направлении по территории Тарногского района, на юго-востоке которого берёт начало в лесном болоте. Течёт по волнистой озёрно-ледниковой равнине Сухонского Заволочья с высотами от 100 до 140 метров. Русло сильно извилистое, уклон — 1,2 м/км.
У районного центра, села Тарногский Городок, впадает в реку Кокшеньгу в 202 км от её устья по левому берегу. Длина реки составляет 51 км, площадь водосборного бассейна — 456 км².
Вдоль течения реки расположены населённые пункты Маркушевского и Тарногского сельских поселений, в том числе их административные центры — деревня Заречье и село Тарногский Городок.

## Данные водного реестра
По данным государственного водного реестра России и геоинформационной системы водохозяйственного районирования территории РФ, подготовленной Федеральным агентством водных ресурсов:
- Бассейновый округ — Двинско-Печорский
- Речной бассейн — Северная Двина
- Речной подбассейн — Северная Двина ниже места слияния Вычегды и Малой Северной Двины
- Водохозяйственный участок — Вага
- Код водного объекта — 03020300212103000031025

## Притоки
(расстояние от устья)
- 14 км — река Семчуга (пр)
- 17 км — река Петряевская Улошка (лв)
- 22 км — река Коржа (лв)
- 23 км — река Лондушка (пр)